# Мінамата

Мінама́та (яп. 水俣市, みなまたし, МФА: [mʲinamata ɕi̥]?) — місто в Японії, в префектурі Кумамото.     Отримало статус міста 1949 року. Площа становить 162,90 км². Станом на 1 серпня 2011 року населення складало 26 656  осіб, густота населення — 164 осіб/км².     

## Історія
Мінамата отримала статус міста 1 квітня 1949 року.
Місто стало відомим у 1971 році завдяки американському фотожурналісту Вільяму Юджину Сміту, що зняв світлину матері, яка обіймає свою сильно спотворену оголену дочку Томоку Уемуру, яка захворіла в результаті хвороби Мінамати.